# Albert Weber (Dialektologe)
Albert Weber (* 16. Juli 1883 in Tann, Gemeinde Dürnten; † 17. Mai 1957 in Mexiko-Stadt) war ein Schweizer Lehrer und Dialektologe. Seine Zürichdeutsche Grammatik von 1948 ist die erste umfassende Grammatik einer schweizerdeutschen Mundart, und sein Zürichdeutsches Wörterbuch von 1961 beziehungsweise dessen dritte Auflage von 1983 war Auslöser eines bis heute ungebrochenen Booms schweizerdeutscher Dialektwörterbücher.

## Leben
Weber, Bürger von Winterthur, wuchs als Sohn eines Schlossers und einer Lehrerstochter im Zürcher Oberland auf. 1903 erhielt er am Lehrerseminar Küsnacht das Primarlehrerpatent, 1908 (1904?) schloss er an der Universität Zürich das Sekundarlehrerstudium ab. Seine Abschlussarbeit schrieb er über Rudolf Hildebrand, einen Volkserzieher sowie Mitarbeiter am Deutschen Wörterbuch. 1906 erhielt er eine Stelle an der Sekundarschule Zürich-Wiedikon, ging aber 1910 nach London, um sein Englisch zu perfektionieren.
In die Schweiz zurückgekehrt, nahm Weber den Lehrerberuf wieder auf und begann ein Germanistik- und Anglistikstudium an der Universität Zürich. Das Doktorexamen legte er 1918 bei Albert Bachmann ab. Seine – erweiterte – Dissertation über die Laute und Formen des zürichdeutschen Dialekts des Zürcher Oberlands erschien 1923 als 15. Band der Reihe Beiträge zur Schweizerdeutschen Grammatik. 1919 wurde er zum Professor für Deutsch und Englisch an der Kantonalen Handelsschule in Zürich gewählt.
1955 wanderte Weber nach Mexiko-Stadt aus, wo er zwei Jahre später infolge eines Hirnschlags verstarb. Begraben liegt er in Zürich.

## Schaffen
Weber verfasste mit der Zürichdeutschen Grammatik und dem Zürichdeutschen Wörterbuch zwei wegweisende Grundlagenwerke. Eine dritte Schrift, nämlich ein Synonymenwörterbuch der schweizerdeutschen Mundarten, blieb unvollendet.

### «Zürichdeutsche Grammatik»
Der Anstoss für die Grammatik kam von der damaligen, in der Zeit der Geistigen Landesverteidigung gegründeten Arbeitsgemeinschaft (heute Stiftung) Pro Helvetia. Vorlagen für eine synchronisch ausgerichtete Mundartgrammatik gab es noch kaum; Webers erste Grundlagen waren seine eigene, diachronisch angelegte Dissertation sowie das von Karl Stucki 1921 veröffentlichte Lehrbuch Schweizerdeutsch, welches zwar ziemlich unbeachtet geblieben war, aber die erste synchronische Darstellung des Schweizerdeutschen bildete und Weber damit eine grosse Hilfe war. Überdies stand ihm der Phonologe und Dialektologe Eugen Dieth mit Rat und Tat zur Seite.
Die 1948 erschienene Grammatik erwies sich schliesslich als bahnbrechend, da sie ausser von den Lauten (Phonologie) und der Wortbeugung (Deklination und Konjugation), wie man es sich von den herkömmlichen Grammatiken gewohnt war, auch umfassend von Syntax, Morphosyntax und Wortbildung handelte. Webers Zürichdeutsche Grammatik wurde zum unmittelbaren Vorbild von Ludwig Fischers Luzerndeutscher Grammatik (1960), Hans Bossards und Peter Dalchers Kurzgrammatik im Zuger Mundartbuch (1962) sowie Rudolf Suters Baseldeutsch-Grammatik (1976). Die beiden Neuauflagen von 1964 (abgesehen von deren umgeschriebener Einleitung) und von 1987 sind nur Nachdrucke, da sich niemand daran wagte, Webers Werk zu überarbeiten.

### «Zürichdeutsches Wörterbuch»
Sein Wörterbuch hingegen konnte Weber nicht mehr selbst abschliessen; als er starb, stand es beim Buchstaben S. Jacques M. Bächtold, ein Freund Webers, brachte es daraufhin zum Abschluss, wobei er nicht nur die fehlende Wortstrecke ausarbeiten, sondern auch den vorangehenden Teil stark kürzen musste. Ein Ausschuss des Bund Schwyzertütsch, bestehend aus Bruno Boesch, Ernst Buss und Adolf Guggenbühl, stand Bächtold zur Seite; finanziell wurde die Arbeit von Webers Tochter unterstützt.
Mit diesem 1961 herausgekommenen Wörterbuch wurde eine rund achtzig Jahre anhaltende Phase überwunden, in der nach den frühen Werken von Titus Tobler (1837, Appenzellerdeutsch), Valentin Bühler (1870–1886, Davoserdeutsch), Jakob Hunziker (1877, südwestliches Aargauerdeutsch), Gustav Adolf Seiler (1879, Baseldeutsch) und Martin Tschumpert (1880 ff., unvollendet; Bündner- und Walserdeutsch) angesichts der lexikographischen Konzentration auf das Schweizerische Idiotikon kein einziges Wörterbuch einer regionalen schweizerdeutschen Mundart mehr erschien.
Nach der ersten Auflage von Webers und Bächtolds zürichdeutschem Wörterbuch kamen zwar 1962 das von Hans Bossard und Peter Dalcher erarbeitete Zuger Mundartbuch und 1976 das auf den Arbeiten von Otto von Greyerz beruhende Berndeutsche Wörterbuch von Ruth Bietenhard heraus, doch es war die dritte, von Jacques M. Bächtold, Johannes Jakob Sturzenegger und Rudolf Trüb stark erweiterte und modernisierte Auflage von Webers Wörterbuch, die 1983 den Auslöser bildete für die Erarbeitung mehrerer Dutzend neuer regionaler und lokaler Dialektwörterbücher, die seither in rascher Folge erscheinen.

### Charakterisierung
Der Dialekt, den Weber betrachtete, ist derjenigen der Dörfer am Zürichsee, im Limmattal und in der Stadt Zürich, in erster Linie aber derjenige seiner engeren Heimat um Rüti und Hinwil. Weil Zürichdeutsch insgesamt recht homogen ist, gelten Grammatik und Wörterbuch mutatis mutandis gleichwohl für fast den ganzen Kanton Zürich, vom Weinland nördlich der Thur und vom Rafzerfeld nördlich des Rheins abgesehen, wo schon schaffhausisch-thurgauisches Ostschweizerdeutsch gesprochen wird.
Sowohl die Grammatik wie auch das Wörterbuch sind deskriptiv und normativ zugleich – deskriptiv, indem sie den Dialekt beschreiben, normativ, indem sie auch sagen, was richtig ist und was nicht. Sie sind kontrastiv zur Hochsprache angelegt und legen ein besonderes Augenmerk auf die Unterschiede zwischen Schriftsprache und Mundart. Beide Werke sind synchronisch ausgerichtet, beschreiben aber ein Zürichdeutsch, das Weber in seiner Kindheit und Jugend gehört hatte, und diachronische Anmerkungen finden sich in der Grammatik an zahlreichen Stellen. Die Grammatik (weniger das Wörterbuch) ist wissenschaftlich basiert, bleibt aber allgemeinverständlich. Das Ziel schliesslich war, dass die beiden Bücher «in die Hand der zürcherischen Lehrerschaft» kämen und als «Wehr und Waffe gegen die Einbrüche der Schriftsprache in die Mundart» dienten – dies freilich blieb Wunschdenken.

## Publikationen
- Die Mundart des Zürcher Oberlandes. Huber, Frauenfeld 1923 (Beiträge zur Schweizerdeutschen Grammatik XV).
- (unter Mitwirkung vom Eugen Dieth:) Zürichdeutsche Grammatik. Ein Wegweiser zur guten Mundart. Schweizer Spiegel, Zürich 1948 (Nachdrucke ebd. 1964 und Hans Rohr, Zürich 1987) (Grammatiken und Wörterbücher des Schweizerdeutschen in allgemeinverständlicher Darstellung I), ISBN 3-85865-083-8.
- (abgeschlossen von Jacques M. Bächtold:) Zürichdeutsches Wörterbuch. Schweizer Spiegel, Zürich 1961, 3., überarbeitete und stark erweiterte Auflage Hans Rohr, Zürich 1983 (Grammatiken und Wörterbücher des Schweizerdeutschen in allgemeinverständlicher Darstellung III), ISBN 3-85865-054-4.